# Pomník Juliusze Słowackého (Miłosław)
Pomník Juliusze Słowackého je první památník věnovaný Juliuszowi Słowackému v polských zemích. Inicioval ho Józef Kościelski a byl odhalen roku 1899 v Miłosławi v okrese Września ve Velkopolském vojvodství.

## Popis
Památník se nachází na mírném kopci, obklopený ze tří stran trávníkem, na západ od miłosławského paláce. Z mramoru ho vytvořil Władysław Marcinkowski. Představuje bustu básníka na kvádrovém sloupu ve středu klenutého zábradlí, na kterém sedí dívka v kroji a opírá se o sloup. Na koncích zábradlí jsou svícen a urna, které symbolizují život a smrt.

## Historie
Odhalení proběhlo 16. září 1899 u příležitosti 50. výročí úmrtí básníka; na slavnostním ceremoniálu promluvili Henryk Sienkiewicz, literární kritik Włodzimierz Spasowicz, kníže Zdzisław Czartoryski a profesor literatury Bronisław Dębiński. Přítomni byli také Julian Fałat, Leon Wyczółkowski, Ferdynand Hoesick a Marian Gawalewicz. Během německé okupace byl pomník zničen a byl obnoven v roce 1952. Nové odhalení pomníku proběhlo v roce 1984 při 85. výročí založení.